# Алло, Варшаво!
«Алло, Варшаво!» (рос. «Алло, Варшава!») — радянська музична лірична комедія режисера  Ольгерда Воронцова, знята на  Свердловській кіностудії у 1971 році.

## Сюжет
Анджей Вишневський, лікар з Варшави став переможцем конкурсу домашніх умільців «Людвіг-71». Журналісти з'ясували, що під час війни Анджей дитиною потрапив до Польщі з Радянського Союзу і там у нього залишилася рідна сестра Маша, яку він ніяк не може знайти.
Рената, спеціальний кореспондент газети, за завданням редакції їде в Москву і дає обіцянку розшукати Машу. Молоді люди покохали один одного і службове відрядження стає особистим для майбутнього подружжя.
Історія про зустріч брата і сестри після довгих років розлуки зацікавила телевізійників. Режисер Кашкін, відповідальний за випуск матеріалу в ефір, збився з ніг, ледве встигаючи за всіма новими кандидатами в «сестри», що прибувають у столицю з усієї країни.
За наявністю скупих даних вдалося знайти кілька жінок, впевнених у тому, що Анджей їхній брат. Поступово кожна з них переконалася, що це не він. Зовсім випадково, напередодні від'їзду пана лікаря в Одесу, з'ясувалося, що розшукувана Маша — стюардеса на тому лайнері, на якому наші герої летіли з Варшави.

## У ролях
- Геннадій Бортніков —  Анджей Вишневський, лікар з Варшави
- Раїса Недашківська —  Рената, кореспондент польської газети
- Валентина Шарикіна —  стюардеса Маша Терехова, сестра Анджея
- Олег Анофрієв —  Стефан Скавронський, заступник редактора
- Спартак Мішулін —  Кашкін, телережисер
- Майя Менглет —  Зося, співачка
- Зоя Федорова —  адміністратор готелю
- Рина Зелена —  голова журі
- Олена Юргенсон —  Майя, асистентка Кашкіна
- Ольга Аросєва —  Маша з Одеси
- Елла Некрасова —  Маша із Заполяр'я
- Наталія Величко —  Марія Гнатівна, Маша з Москви
- Олександра Денисова —  медсестра
- Рудольф Рудін —  Мар'ян Кобельський, конкурсант
- Еммануїл Геллер —  конкурсант-кулінар
- Георгій Тусузов —  пасажир в літаку

## Знімальна група
- Автор сценарію: Яків Зіскінд
- Режисер-постановник:  Ольгерд Воронцов
- Оператор-постановник:  Василь Кирбижеков
- Композитор: Микита Богословський
- Художник — Євген Свідєтєлєв